# Ліберальна партія (Греція)
Ліберальна партія (грец. Κόμμα Φιλελευθέρων) — одна з провідних грецьких політичних партій початку XX століття. Найбільш відома як партія Елефтеріоса Венізелоса.
Партія чітко окреслювала свою опозицію до монархії, що набуло драматичного забарвлення за часів Національного розколу, а також переслідування прибічників Великої ідеї. Соціальною базою партії був середній клас, заможні представники грецької діаспори та населення «Нових земель» тих регіонів, що приєднались до Греції в результаті Балканських війн та Першої світової війни.

## Результати виборів
| 1910 | Парламентські |         |       | 307 |
| 1915 | Парламентські | 335,949 | 48.9  | 187 |
| 1920 | Парламентські | 375,803 | 50.23 | 118 |
| 1923 | Парламентські |         |       | 250 |
| 1926 | Парламентські | 304,727 | 31.70 | 108 |
| 1928 | Парламентські |         | 46.9  | 178 |
| 1932 | Парламентські | 398,779 | 34.04 | 98  |
| 1932 | Сенатські     |         | 39.46 | 16  |
| 1933 | Парламентські |         | 33.3  | 80  |
| 1936 | Парламентські |         | 37.3  | 126 |
| 1946 | Парламентські | 159,525 | 14.39 | 48  |
| 1950 | Парламентські |         | 17.24 | 56  |
| 1951 | Парламентські |         | 19.04 | 57  |
| 1958 | Парламентські |         | 20.67 | 36  |

## Відомі члени
- Елефтеріос Венізелос — засновник партії, багаторазовий прем'єр-міністр Греції
- Георгіос Кафантаріс — прем'єр-міністр
- Андреас Міхалакопулос — прем'єр-міністр
- Софокліс Венізелос — прем'єр-міністр
- Георгіос Папандреу — прем'єр-міністр
- Константінос Міцотакіс — депутат парламенту

## Лідери
- Елефтеріос Венізелос — 1910–1936
- Фемістокліс Софуліс — 1936–1948
- Софокліс Венізелос — 1948–1961